# Adam Kuzdraliński
Adam Kuzdraliński (ur. 6 września 1948 w Salominie) – polski działacz samorządowy i partyjny, menedżer, były I sekretarz Komitetu Miejskiego PZPR w Tarnobrzegu, w latach 1979/80–1981 prezydent Tarnobrzega.

## Życiorys
Syn Stefana i Stanisławy, pochodzi z rodziny chłopskiej. Ukończył studia ekonomiczne. W 1968 wstąpił do Polskiej Zjednoczonej Partii Robotniczej. Zajmował stanowisko I sekretarza Komitetu Miejskiego PZPR w Tarnobrzegu. Od 1975 kierował Wydziałem Kadr Komitetu Wojewódzkiego PZPR w Tarnobrzegu, a od 1976 do 1978 kancelarią I sekretarza tamże. Pomiędzy 1978 a 1980 objął stanowisko prezydenta Tarnobrzega. W 1981 na tym stanowisku zastąpił go Wasili Pietrow, przeszedł następnie do pracy w tarnobrzeskim Urzędzie Wojewódzkim. W III RP związany z sektorem bankowym. Został członkiem władz Lubelskiego Banku Regionalnego, a także wiceprezesem i szefem katowickiego oddziału Banku Polskiej Spółdzielczości.
W 2012 odznaczony Medalem „Zasłużony Tarnobrzeżanin” oraz odznaką honorową „Za zasługi dla bankowości Rzeczypospolitej Polskiej”.